# Carrán-Los Venados
A Carrán-Los Venados vulkáni csoport, kúp alakú, maar-vulkánok, illetve rétegvulkánok egy csoportja Chile déli részén, Los Ríos régióban, Ranco tartományban, a Ranco-tótól délkeletre Zona Sur régióban. Legmagasabb tagja a Los Guindos, spanyolul cseresznyefák jelentéssel bíró 1114 méter magas alacsony rétegvulkán, a Los Guindos. A vulkáni csoport tagjai 1955 és 1979 közt produkáltak legutoljára kitöréseket. A csoport délre fekszik a Maihue-tótól, valamint a Puyehue vulkántól északra található több törésvonal kereszteződésében. Itt fut a Liquiñe-Ofqui törésvonal és a Futrono törésvonal.

## Vulkánok
- Carrán - vízzel teli maar-vulkán, erupted in 1955-ben tört ki utoljára ("Nilahue" néven is ismert)
- Mirador - 1979-ben tört ki utoljára
- Pocura - vízzel teli maar-vulkán, utolsó kitörésének dátuma nem ismert
- Riñinahue - maar-vulkán víz kitöltődés nélkül, 1907-ben tört ki utoljára
- Volcanes Los Venados - a legnyugatabbi és legdélebbi tagja a vulkáni csoportnak, utolsó kitörésének dátuma nem ismert
- Los Guindos - a vulkáni csoport legmagasabb tagja, kialudt rétegvulkán

## Fordítás
Ez a szócikk részben vagy egészben  a   Carrán-Los Venados című angol Wikipédia-szócikk ezen változatának fordításán alapul.  Az eredeti cikk szerkesztőit annak laptörténete sorolja fel. Ez a jelzés csupán a megfogalmazás eredetét és a szerzői jogokat jelzi, nem szolgál a cikkben szereplő információk forrásmegjelöléseként.